# Цурухимэ
Охори Цурухимэ (яп. 大祝鶴姫, 1526—1543) — японка, которая жила в период Сэнгоку (1467—1603) в Японии. Из-за претензий на божественное вдохновение в сочетании с боевыми навыками её сравнивают с Жанной д’Арк.

## Биография
Цурухимэ родилась в 1526 году. Она была дочерью Охори Ясумоти, настоятеля Оямадзуми-дзиндзя в провинции Иё. Храм находится на острове Омисима во Внутреннем Японском море, примерно в 50 километрах к юго-востоку от Хиросимы. Синтоистское святилище было основано в 594 году, храм посвящён Ооямацуми, старшему брату японской богини солнца Аматэрасу, богу гор, морей и войн. Храм был местом паломничества самураев, которые оставляли оружие и доспехи в качестве жертвы, и является своеобразным музеем оружия. В то время острову Омисима угрожал Оути Ёситака (1507—1551), владевший регионами Кюсю и Тюгоку. В 1534 году началась война между родом Оути и родом Коно из региона Сикоку, который владел храмом Оямадзуми. Два старших брата Цурухимэ погибли на войне, а когда ей было 16 лет, её отец умер от болезни, и она унаследовала должность настоятеля. С детства Цурухимэ занималась боевыми искусствами, и когда род Оути в 1541 году в первый раз напал на остров Омисима, она возглавила вооружённое сопротивление. Она провозгласила себя аватаром Мёдзина из Мисимы (三島明神), могущественного ками святилища. Во главе армии она отбросила войска Оути обратно в море.
По легенде, четыре месяца спустя войска рода Оути вернулись, флот Цурухимэ встретил их в море, корабль Цурухимэ взял на абордаж флагман, и она вызвала военачальника Охара Накацукаса на поединок. По другой версии, Цурухимэ взобралась тайком на корабль, где пировали самураи Оути. В поединке Цурухимэ убила Охара Накацукаса, а флот Оути удалось закидать хорокухия (сферическими бомбами). Как гласит история, неуважительные слова Охары к Цурухимэ были резкими, но не настолько острыми, как меч, которым она пронзила его в ответ. В 1543 году флот Суэ Такафусы разбил войска Коно, и погиб Оти Ясунари, возлюбленный Цурухимэ. Цурухимэ устроила засаду, в которой разбила войско Оути, а затем утопилась в море из-за скорби по возлюбленному. Доспехи домару, которые хранятся в храме Оямадзуми, считаются доспехами, которые носила в бою Цурухимэ. В 1959 году доспехи вошли в список национального достояния Японии.
Известность Цурухимэ принесла книга 1966 года «Жанна д’Арк Внутреннего Японского моря» (海と女と鎧―瀬戸内のジャンヌ・ダルク), написанная писателем Мисима Ясукиё (三島安精). Оямадзуми-дзиндзя организует фестивали и шествия в честь Цурухимэ. Возглавляет шествие женщина, одетая в костюм «Цурухимэ». Проводятся гонки на лодках кайдэммасэн. На праздник приезжает много людей.